# Alexandros I của Hy Lạp
Alexandros I của Hy Lạp (tiếng Hy Lạp: Αλέξανδρος Α΄ της Ελλάδας, Aléxandros, 1 tháng 8 năm 1893 - 25 tháng 10 năm 1920) là Vua Hy Lạp từ ngày 11 tháng 6 năm 1917 cho đến khi ông qua đời vì những vết cắn của con khỉ ở tuổi 27.
Con trai thứ hai của vua Constantine I, Alexander được sinh ra trong cung điện mùa hè của Tatoi, ở ngoại ô Athens. Ông đã kế vị cha ông vào năm 1917, trong Thế chiến I, sau khi các cường quốc Entente và những người theo Eleftherios Venizelos đẩy Constantine I, và con trai cả của ông, George, lưu vong. Không có kinh nghiệm chính trị thực sự, vị vua mới đã bị những người của Venizelos tước quyền lực và bị giam cầm trong cung riêng của ông ta. Venizelos, là thủ tướng, là người cai trị hiệu quả với sự hỗ trợ của tổ chức Entente. Mặc dù giảm xuống vị thế của một nhà vua rối, Alexander hỗ trợ quân đội Hy Lạp trong cuộc chiến chống lại đế chế Ottoman và Bulgaria. Dưới thời trị vì của ông, phạm vi lãnh thổ của Hy Lạp tăng đáng kể, sau chiến thắng của Entente và đồng minh của họ trong Thế chiến I và những giai đoạn đầu của Chiến tranh Hy Lạp - Thổ Nhĩ Kỳ năm 1919-1922.
Alexander có cuộc kết hôn gây tranh cãi với người vợ thường dân Aspasia Manos năm 1919, gây ra một vụ bê bối lớn buộc cặp vợ chồng phải rời khỏi Hy Lạp vài tháng. Ngay sau khi trở về Hy Lạp với vợ, Alexander bị một con khỉ Barbary cắn và chết vì nhiễm khuẩn huyết. Cái chết đột ngột của ông đã dẫn đến các câu hỏi về sự sống còn của chế độ quân chủ và góp phần vào sự sụp đổ của chế độ Venizelist. Sau cuộc tổng tuyển cử và trưng cầu dân ý, Constantine I đã được phục hồi.

## Tiểu sử
Alexander sinh tại Cung điện Tatoi vào ngày 1 tháng 8 năm 1893 (ngày 20 tháng 7 trong lịch Julian), con trai thứ hai của Hoàng tử Constantine của Hy Lạp của Nhà Glücksburg và vợ của ông là Công chúa Sophia của Phổ. Ông có liên quan đến hoàng gia khắp Châu Âu. Cha của ông là con trai cả và là thừa kế của Vua George I của Hy Lạp bởi vợ là Nữ công tước Olga Constantinovna của Nga; Mẹ của ông là con gái của Hoàng đế Frederick III của Đức và vợ Victoria, Công chúa của Vương quốc Anh. Constantine là cháu nội của vua Christian IX của Đan Mạch và là anh em họ của cả Vua George V của Anh và Hoàng đế Nicholas II của Nga. Sophia là em của Hoàng đế Wilhelm II của Đức, và cũng là anh em họ của Vua George V qua bà ngoại, Victoria của Anh.

## Tước vị
- 1 tháng 8 năm 1893 – 18 tháng 3 năm 1913: Vương tôn Alexandros của Hy Lạp Điện hạ
- 18 tháng 3 năm 1913 – 11 tháng 6 năm 1917: Vương tử Alexandros của Hy Lạp Điện hạ
- 11 tháng 6 năm 1917 – 25 tháng 10 năm 1920: Quốc vương Hy Lạp Bệ hạ